# Heimweh (Chor)
Heimweh (bis 2017 Schluneggers Heimweh) ist ein Schweizer Männerchor, der von Georg Schlunegger gegründet wurde.

## Chorgeschichte
Die Vorarbeiten zu Schluneggers Heimweh begannen 2014. Etwa um diese Zeit begann Komponist und Produzent Georg Schlunegger damit, Ausschau nach Sängern für einen Chor zu halten, mit dem er neue Volkslieder komponieren könnte. Ziel war es, aus den verschiedenen Kantonen der Schweiz passende Sänger zu finden. Die Premiere fand am 4. August 2016 bei der SRF-Sendung Donnschtig-Jass statt, wo der Männerchor seine erste Single Rosemarie vorstellte, die sofort ein Hit wurde. Auch das Debütalbum Heimweh erreichte aus dem Stand eine Auszeichnung als Goldene Schallplatte, obwohl das Album und die Single lediglich über die Chor-Webseite verfügbar waren. Bei den Swiss Music Awards gewann der Chor die beiden Kategorien «Best Group» und «Best Breaking Act». Später erreichte das Album Doppelplatin.
Anfang 2017 verkündete Schlunegger seinen Rückzug aus den Liveaktivitäten des Projekts. Der Zürcher Musikproduzent wurde im Juli 2017 erneut Vater und wollte sich mehr der Familie widmen. Dementsprechend wurde der Name «Schlunegger» aus dem Bandnamen gestrichen und das Projekt firmiert seitdem nur noch als «Heimweh». Er bleibt der Band als Songschreiber und Produzent erhalten.
Für die SRF-Sendung I schänke dir es Lied sprang Heimweh für den kurzzeitig verhinderten Jodlerklub Wiesenberg ein und coverten Blueme von Polo Hofer. Das Lied wurde zum beliebtesten Song der Staffel gewählt, Den Song verwendeten sie auch als Titelsong für ihr zweites Album, das erstmals Platz 1 der Schweizer Hitparade erreichte. Das Album enthielt mit Alls wärs geschter gsi eine Schweizer Mundart-Version des Guns-n’-Roses-Klassikers Sweet Child of Mine. Bereits auf Grund der Vorbestellungen wurde Blueme mit einer Platin-Schallplatte ausgezeichnet.
2018 erschien das Album Vom Gipfel is Tal, das ebenfalls Platz 1 der Schweizer Hitparade erreicht. Nur ein Jahr später folgte der dritte Spitzenreiter Ärdeschön. Mit dem Album Zämehäbe kamen sie 2020 zwar nur auf Platz 2, dafür gewannen sie zum dritten Mal einen Swiss Music Award für das beste Album des Jahres.

## Diskografie

### Studioalben
| Jahr | Titel             | Höchstplatzierung, Gesamtwochen, AuszeichnungChartsChartplatzierungen (Jahr, Titel, Platzierungen, Wochen, Auszeichnungen, Anmerkungen) | Anmerkungen                              |
| Jahr | Titel             | CH | Anmerkungen                              |
| ---- | ----------------- | --- | ---------------------------------------- |
| 2016 | Heimweh           | CH3 ×2Doppelplatin · (120 Wo.)CH | Erstveröffentlichung: 30. September 2016 |
| 2017 | Blueme            | CH1 Platin · (75 Wo.)CH | Erstveröffentlichung: 20. Oktober 2017   |
| 2018 | Vom Gipfel is Tal | CH1 (58 Wo.)CH | Erstveröffentlichung: 24. August 2018    |
| 2019 | Ärdeschön         | CH1 (50 Wo.)CH | Erstveröffentlichung: 13. September 2019 |
| 2020 | Zämehäbe          | CH2 (55 Wo.)CH | Erstveröffentlichung: 7. August 2020     |
| 2022 | Freiheit          | CH1 (26 Wo.)CH | Erstveröffentlichung: 29. Juli 2022      |
| 2023 | Freud am Läbe     | CH1 (23 Wo.)CH | Erstveröffentlichung: 18. August 2023    |
| 2024 | Jahreszyte        | CH1 (18 Wo.)CH | Erstveröffentlichung: 8. November 2024   |

### Livealben
| Jahr | Titel                   | Höchstplatzierung, Gesamtwochen, AuszeichnungChartsChartplatzierungen (Jahr, Titel, Platzierungen, Wochen, Auszeichnungen, Anmerkungen) | Anmerkungen                             |
| Jahr | Titel                   | CH | Anmerkungen                             |
| ---- | ----------------------- | --- | --------------------------------------- |
| 2020 | Live – Ä Abe mit Fründe | CH2 (14 Wo.)CH | Erstveröffentlichung: 13. November 2020 |

### Kompilationen
| Jahr | Titel                                                      | Höchstplatzierung, Gesamtwochen, AuszeichnungChartsChartplatzierungen (Jahr, Titel, Platzierungen, Wochen, Auszeichnungen, Anmerkungen) | Anmerkungen                              |
| Jahr | Titel                                                      | CH | Anmerkungen                              |
| ---- | ---------------------------------------------------------- | --- | ---------------------------------------- |
| 2021 | Gold – Das Jubiläumsalbum mit allen Hits und neuen Liedern | CH1 (46 Wo.)CH | Erstveröffentlichung: 10. September 2021 |

### Singles
| Jahr | Titel Album                  | Höchstplatzierung, Gesamtwochen, AuszeichnungChartsChartplatzierungen (Jahr, Titel, Album, Platzierungen, Wochen, Auszeichnungen, Anmerkungen) | Anmerkungen          |
| Jahr | Titel Album                  | CH | Anmerkungen          |
| ---- | ---------------------------- | --- | -------------------- |
| 2016 | Rosmarie Heimweh             | CH53 (6 Wo.)CH |                      |
| 2016 | I ha es Meitschi gha Heimweh | CH66 (1 Wo.)CH |                      |
| 2017 | Blueme                       | CH10 (4 Wo.)CH |                      |
| 2017 | Dankbarkeit Blueme           | CH83 (1 Wo.)CH |                      |
| 2017 | Stets i Truure Blueme        | CH86 (1 Wo.)CH |                      |
| 2018 | Vom Gipfel is Tal            | CH68 (1 Wo.)CH |                      |
| 2019 | Heicho Ärdeschön             | CH47 (1 Wo.)CH | feat. Francine Jordi |
| 2020 | Zämehäbe                     | CH10 (1 Wo.)CH |                      |